# Nausis (Neukirchen)
Nausis ist ein Stadtteil von Neukirchen im nordhessischen Schwalm-Eder-Kreis.

## Geographische Lage
Nausis liegt etwa 3,5 km südöstlich des Zentrums der Neukirchener Kernstadt am Rand des Knüllgebirges auf rund 280 m ü. NN. Durch den Ort fließt die Grenff (auch Grenf genannt), in die im Dorf linksseits der Fischbach und unterhalb davon rechtsseits der Damersbach münden.
Durch Nausis verläuft die Landesstraße 3158. Der öffentliche Nahverkehr wird wochentags durch Busse des Nahverkehrs Schwalm-Eder im Auftrag des NVV durchgeführt, es verkehrt die Buslinie 479.

## Geschichte

### Ortsgeschichte
Der Ort wurde soweit bekannt im Jahr 1162 unter dem Namen Nueseze urkundlich in den Güterregistern des Klosters Immichenhain erwähnt. Weitere Erwähnungen erfolgten unter den Ortsnamen (in Klammern das Jahr der Erwähnung): Nusezen (1301); Nuwensesse (1302); Nieder Nuwigisezi (1308); Nusis (1318) und Nawses (1556).
Der Ort gehörte bis 1360, möglicherweise auch 1367, bis zur Bildung des Gerichts Neukirchen zum Gericht auf den Wasen und zum Amt Ziegenhain. In den Jahren 1308 und 1326 bestätigen die Herren von Rückershausen, dass sie ihre Güter und Einkünfte an das Kloster Immichenhain verkauft haben. 1318 verleiht das Kloster seinen Besitz in Nausis erblich an Dietrich (genannt de Berenbach). 1358 erhielt das Kloster eine Gülte für das Geleuchte des Klosters, die für das Geleuchte des Klosters bestimmt ist. Das Kloster Hersfeld verpfändete 1364 und 1367 Einkünfte aus Nausis an das Kloster Immichenhain. 1473 einigte sich Landgraf Wilhelm I. von Hessen mit dem Kloster Immichenhain und den Männern des Dorfes darüber, dass diese mit erblichen Gütern belehnt wurden und diese dem Kloster hierfür die Mühle von Nausis zu überlassen hatten. Die Landgrafschaft Hessen wurde von allen Diensten befreit. Mit der Säkularisation des Klosters Immichenhain im Jahr 1527 fiel die Dorfmühle an die Landgrafschaft. Ab 1585 war der Zehnte in Nausis an die Landgrafschaft zu entrichten. Im Jahre 1749 verfügte diese Mühle über einen oberschlächtigen Mahl- und Schlaggang.
Ein Textilhersteller errichtete 1969 ein Werk im Ort, das 1992 erweitert wurde.
Im Zuge der Gebietsreform in Hessen wurden zum 31. Dezember 1971 die bis dahin selbständigen Gemeinden Asterode, Christerode, Hauptschwenda, Nausis (mit der Siedlung Wincherode), Riebelsdorf und Rückershausen auf freiwilliger Basis nach Neukirchen eingegliedert. Für die eingegliederten Gemeinden sowie für die Kernstadt Neukirchen wurde je ein Ortsbezirk mit Ortsbeirat und Ortsvorsteher nach der Hessischen Gemeindeordnung gebildet.
Nausis hatte eine eigene Bahnstation an der ehemaligen Bahnstrecke Bad Hersfeld–Treysa, der Knüllwaldbahn, die am 31. Juli 1907 eröffnet wurde. Am 1. Juni 1984 stellte die Deutsche Bundesbahn den Personenverkehr auf der Strecke endgültig ein. Die Eisenbahnfreunde Treysa nutzten die stillgelegte Strecke noch für historische Dampfzugfahrten. Die Bahntrasse wurde nach ihrer Stilllegung seit September 2007 zu einem Radweg, dem Knüllwaldbahn-Radweg R 11 umgebaut.
Im Jahr 2012 feierte Nausis sein 850-jähriges Bestehen.
Für die unter Denkmalschutz stehenden Kulturdenkmäler des Ortes siehe die Liste der Kulturdenkmäler in Nausis (Neukirchen).

### Siedlungsplätze in der Gemarkung
- Bruchmühle[8]
- Wüstung Bruchhausen[9]
- Wüstung Damersbach[10]

## Bevölkerung
Einwohnerstruktur 2011
Nach den Erhebungen des Zensus 2011 lebten am Stichtag, dem 9. Mai 2011, in Nausis 306 Einwohner. Darunter waren 3 (1,0 %) Ausländer.
Nach dem Lebensalter waren 54 Einwohner unter 18 Jahren, 120 zwischen 18 und 49, 66 zwischen 50 und 64 und 66 Einwohner waren älter. Die Einwohner lebten in 120 Haushalten. Davon waren 30 Singlehaushalte, 30 Paare ohne Kinder und 51 Paare mit Kindern, sowie 9 Alleinerziehende und keine Wohngemeinschaften. In 30 Haushalten lebten ausschließlich Senioren und in 72 Haushaltungen lebten keine Senioren.
Einwohnerentwicklung
| Quelle: Historisches Ortslexikon |                                  |
| • 1502:                          | 8 Männer                         |
| • 1585:                          | 22 Hausgesesse                   |
| • 1639:                          | 13 Hausgesesse, drei Witwen      |
| • 1681:                          | 9 Hausgesesse, ein Ausschuss.    |
| • 1749:                          | 27 Wohnhäuser mit 167 Einwohnern |

| Nausis: Einwohnerzahlen von 1834 bis 2020 | Nausis: Einwohnerzahlen von 1834 bis 2020 | Nausis: Einwohnerzahlen von 1834 bis 2020 | Nausis: Einwohnerzahlen von 1834 bis 2020 | Nausis: Einwohnerzahlen von 1834 bis 2020 |
| --- | ----------------------------------------- | ----------------------------------------- | ----------------------------------------- | ----------------------------------------- |
| Jahr |                                           |                                           |                                           | Einwohner                                 |
| 1834 | 1834                                      |                                           | 274                                       | 274                                       |
| 1840 | 1840                                      |                                           | 266                                       | 266                                       |
| 1846 | 1846                                      |                                           | 306                                       | 306                                       |
| 1852 | 1852                                      |                                           | 296                                       | 296                                       |
| 1858 | 1858                                      |                                           | 287                                       | 287                                       |
| 1864 | 1864                                      |                                           | 292                                       | 292                                       |
| 1871 | 1871                                      |                                           | 283                                       | 283                                       |
| 1875 | 1875                                      |                                           | 297                                       | 297                                       |
| 1885 | 1885                                      |                                           | 338                                       | 338                                       |
| 1895 | 1895                                      |                                           | 305                                       | 305                                       |
| 1905 | 1905                                      |                                           | 259                                       | 259                                       |
| 1910 | 1910                                      |                                           | 346                                       | 346                                       |
| 1925 | 1925                                      |                                           | 372                                       | 372                                       |
| 1939 | 1939                                      |                                           | 343                                       | 343                                       |
| 1946 | 1946                                      |                                           | 567                                       | 567                                       |
| 1950 | 1950                                      |                                           | 567                                       | 567                                       |
| 1956 | 1956                                      |                                           | 466                                       | 466                                       |
| 1961 | 1961                                      |                                           | 439                                       | 439                                       |
| 1967 | 1967                                      |                                           | 427                                       | 427                                       |
| 1980 | 1980                                      |                                           | ?                                         | ?                                         |
| 1990 | 1990                                      |                                           | ?                                         | ?                                         |
| 2000 | 2000                                      |                                           | ?                                         | ?                                         |
| 2011 | 2011                                      |                                           | 306                                       | 306                                       |
| 2020 | 2020                                      |                                           | 264                                       | 264                                       |
| Datenquelle: Historisches Gemeindeverzeichnis für Hessen: Die Bevölkerung der Gemeinden 1834 bis 1967. Wiesbaden: Hessisches Statistisches Landesamt, 1968. Weitere Quellen: LAGIS; Stadt Neustadt; Zensus 2011 |                                           |                                           |                                           |                                           |

Historische Religionszugehörigkeit
| Quelle: Historisches Ortslexikon | |
| • 1861:                          | 282 evangelisch-reformierte Einwohner                                                                       |
| • 1885:                          | 327 evangelische (= 96,75 %), keine katholische, 11 anderes christliche-konfessionelle (= 3,25 %) Einwohner |
| • 1961:                          | 384 evangelische (= 87,47 %), 49 katholische (= 11,16 %) Einwohner                                          |

Historische Erwerbstätigkeit
| • 1749: | zwei Schmiede, zwei Müller, ein Leineweber, zwei Schneider, vier Tagelöhner |
| • 1838  | Familien: 32 Ackerbau, 11 Gewerbe, 7 Tagelohnen                             |

## Politik
Für Nausis besteht ein Ortsbezirk (Gebiete der ehemaligen Gemeinde Nausis mit dem Ortsteil Wincherode) mit Ortsbeirat und Ortsvorsteher nach der Hessischen Gemeindeordnung. Der Ortsbeirat besteht aus sieben Mitgliedern.
Bei den Kommunalwahlen in Hessen 2021 betrug die Wahlbeteiligung zum Ortsbeirat Nausis/Wincherode 70,61 %. Alle Kandidaten gehörten der „Wählerliste Nausis/Wincherode“ an. Der Ortsbeirat wählte Nicole Mattheis zur Ortsvorsteherin.

## Kirche
1667 wurde eine Fachwerkkirche in der Ortsmitte erbaut. Im Jahre 1905 wurde eine neue Kirche im neugotischen Baustil errichtet. Der Neubau wurde durch die Kaiserin Auguste Viktoria gefördert. Die Altarbibel trägt die Widmung der Kaiserin. Der Kirchturm besitzt vier kleine Nebentürmchen. Die alte Fachwerkkirche wurde nach dem Verkauf als Wohnhaus genutzt. Mittlerweile gilt sie als baufällig.

## Vereine
In Nausis gibt es eine Freiwillige Feuerwehr und mehrere Vereine, z. B. den Feuerwehrverein, den Schützenverein, die Dreschgenossenschaft, den Frauenverein, den Wasserleitungsverein und einige mehr.
Die Dreschgenossenschaft veranstaltet in jedem Sommer ein Treffen mit historischen landwirtschaftlichen Maschinen.